# Provansalske trave
Provansalske trave (fr. herbes de Provence) su mješavina obično sljedećih začina: mravinac (origano), timijan (ili majčina dušica), ružmarin, majoran i čubar (ili primorski vrisak). Dobar su dodatak svakom jelu iz mediteranskih krajeva, a osobito dobro djeluju u varivima, umacima, s pečenim rajčicama, na pizzi.
Na tržištu se mogu naći mnoge kombinacije provansalskih trava, ali se smatra da osnovu te mješavine čini majčina dušica ili timijan. Treba napomenuti da se majčina dušica može vrlo često naći na našim livadama, u prirodi, dok je timijan uglavnom uzgojena vrsta u vrtovima ili lončanicama. Zbog toga je od presudne važnosti za provansalske trave osobni odabir kuhara. Na sličan način se može odabrati primorski vrisak, koji je vrlo čest u našim primorskim krajevima, uz more, dok je čubar uzgojena vrsta začina. 
Osim ovih 7 osnovnih začinskih biljaka, u mješavini provansalskih trava mogu se pronaći mnoge druge biljke, kao što su: bosiljak, komorač, lavanda, lovor, kadulja i druge. Treba ipak napomenuti da lavanda nije uobičajen začin za francusku kuhinju. Ustvari, mješavini provansalskih trava se na tržištu pojavila tek 1970-tih. Sam naziv provansalske trave ne garantira da sastojci dolaze iz Provanse (Francuska).